# Bahnstrecke Čerčany–Vrané nad Vltavou
| Kursbuchstrecke (SŽ): | 210                  |                                                    |                                                    |
| Streckenlänge: | 34,814 km            |                                                    |                                                    |
| Spurweite: | 1435 mm (Normalspur) |                                                    |                                                    |
| Streckenklasse: | B2                   |                                                    |                                                    |
| Maximale Neigung: | 17 ‰                 |                                                    |                                                    |
| Streckengeschwindigkeit: | 70 km/h              |                                                    |                                                    |
| |                      |                                                    |                                                    |
| \| \| \| von Kolín (vorm. LB Kolin–Čerčan–Kácow) \| \| \| \| \| von Praha hl. n. (vorm. KFJB) \| \| \| \| 0,000 \| Čerčany früher Čerčan-Pišely \| Čerčany früher Čerčan-Pišely \| \| \| \| Silnice II/109 \| \| \| \| \| nach České Velenice (vorm. KFJB) \| \| \| \| \| Silnice I/3 \| \| \| \| 2,643 \| Poříčí nad Sázavou Pořič a. d. S. \| Poříčí nad Sázavou Pořič a. d. S. \| \| \| 4,668 \| Poříčí nad Sázavou-Svárov \| Poříčí nad Sázavou-Svárov \| \| \| 7,263 \| Pecerady früher Pecerad-Bukowan \| Pecerady früher Pecerad-Bukowan \| \| \| \| Sázava \| \| \| \| 9,826 \| Týnec nad Sázavou früher Tejnic \| Týnec nad Sázavou früher Tejnic \| \| \| 11,278 \| Chrást nad Sázavou \| Chrást nad Sázavou \| \| \| 13,387 \| Krhanice früher Krhanitz \| Krhanice früher Krhanitz \| \| \| 15,924 \| Prosečnice früher Pozar \| Prosečnice früher Pozar \| \| \| 17,223 \| Kamenný Přívoz früher Steinüberfuhr \| Kamenný Přívoz früher Steinüberfuhr \| \| \| \| Jílovský potok \| \| \| \| \| Silnice II/105 \| \| \| \| 20,105 \| Jílové u Prahy früher Eule \| Jílové u Prahy früher Eule \| \| \| 21,255 \| Jílovský tunel I (96 m) \| Jílovský tunel I (96 m) \| \| \| \| Žampašský viadukt \| \| \| \| 22,162 \| Jílovský tunel II (145 m) \| Jílovský tunel II (145 m) \| \| \| 23,586 \| Luka pod Medníkem früher Luk-Mednik \| Luka pod Medníkem früher Luk-Mednik \| \| \| 25,047 \| Pikovický (50 m) \| Pikovický (50 m) \| \| \| 26,862 \| Hl. Pikovice \| Hl. Pikovice \| \| \| 26,900 \| Petrov u Prahy früher Pikowitz \| Petrov u Prahy früher Pikowitz \| \| \| 28,347 \| Petrov-Chlomek \| Petrov-Chlomek \| \| \| 30,207 \| Davle früher Dawle \| Davle früher Dawle \| \| \| 30,694 \| Davelský (170 m) \| Davelský (170 m) \| \| \| 30,9 \| Davle-Libřice früher Libřic \| Davle-Libřice früher Libřic \| \| \| 31,052 \| Libřický (98 m) \| Libřický (98 m) \| \| \| 31,245 \| Skochovický (204 m) \| Skochovický (204 m) \| \| \| \| Hl. Jezero \| \| \| \| \| von Dobříš (vorm. LB Čerčan–Modřan–Dobříš) \| \| \| \| 34,814 \| odb. Skochovice \| odb. Skochovice \| \| \| \| nach Praha-Modřany (vorm. LB Čerčan–Modřan–Dobříš) \| \| |                      |                                                    |                                                    |
| Strecke |                      | von Kolín (vorm. LB Kolin–Čerčan–Kácow)            | von Kolín (vorm. LB Kolin–Čerčan–Kácow)            |
| Abzweig geradeaus und von rechts |                      | von Praha hl. n. (vorm. KFJB)                      | von Praha hl. n. (vorm. KFJB)                      |
| Bahnhof | 0,000                | Čerčany früher Čerčan-Pišely                       | Čerčany früher Čerčan-Pišely                       |
| Brücke |                      | Silnice II/109                                     | Silnice II/109                                     |
| Abzweig geradeaus und nach links |                      | nach České Velenice (vorm. KFJB)                   | nach České Velenice (vorm. KFJB)                   |
| Strecke mit Straßenbrücke |                      | Silnice I/3                                        | Silnice I/3                                        |
| Haltepunkt / Haltestelle | 2,643                | Poříčí nad Sázavou Pořič a. d. S.                  | Poříčí nad Sázavou Pořič a. d. S.                  |
| Haltepunkt / Haltestelle | 4,668                | Poříčí nad Sázavou-Svárov                          | Poříčí nad Sázavou-Svárov                          |
| Haltepunkt / Haltestelle | 7,263                | Pecerady früher Pecerad-Bukowan                    | Pecerady früher Pecerad-Bukowan                    |
| Brücke über Wasserlauf |                      | Sázava                                             | Sázava                                             |
| Bahnhof | 9,826                | Týnec nad Sázavou früher Tejnic                    | Týnec nad Sázavou früher Tejnic                    |
| Haltepunkt / Haltestelle | 11,278               | Chrást nad Sázavou                                 | Chrást nad Sázavou                                 |
| Haltepunkt / Haltestelle | 13,387               | Krhanice früher Krhanitz                           | Krhanice früher Krhanitz                           |
| Haltepunkt / Haltestelle | 15,924               | Prosečnice früher Pozar                            | Prosečnice früher Pozar                            |
| Haltepunkt / Haltestelle | 17,223               | Kamenný Přívoz früher Steinüberfuhr                | Kamenný Přívoz früher Steinüberfuhr                |
| Brücke über Wasserlauf |                      | Jílovský potok                                     | Jílovský potok                                     |
| Brücke |                      | Silnice II/105                                     | Silnice II/105                                     |
| Bahnhof | 20,105               | Jílové u Prahy früher Eule                         | Jílové u Prahy früher Eule                         |
| Tunnel | 21,255               | Jílovský tunel I (96 m)                            | Jílovský tunel I (96 m)                            |
| Brücke über Wasserlauf |                      | Žampašský viadukt                                  | Žampašský viadukt                                  |
| Tunnel | 22,162               | Jílovský tunel II (145 m)                          | Jílovský tunel II (145 m)                          |
| Haltepunkt / Haltestelle | 23,586               | Luka pod Medníkem früher Luk-Mednik                | Luka pod Medníkem früher Luk-Mednik                |
| Tunnel | 25,047               | Pikovický (50 m)                                   | Pikovický (50 m)                                   |
| ehemalige Blockstelle | 26,862               | Hl. Pikovice                                       | Hl. Pikovice                                       |
| Haltepunkt / Haltestelle | 26,900               | Petrov u Prahy früher Pikowitz                     | Petrov u Prahy früher Pikowitz                     |
| Haltepunkt / Haltestelle | 28,347               | Petrov-Chlomek                                     | Petrov-Chlomek                                     |
| Bahnhof | 30,207               | Davle früher Dawle                                 | Davle früher Dawle                                 |
| Tunnel | 30,694               | Davelský (170 m)                                   | Davelský (170 m)                                   |
| ehemaliger Haltepunkt / Haltestelle | 30,9                 | Davle-Libřice früher Libřic                        | Davle-Libřice früher Libřic                        |
| Tunnel | 31,052               | Libřický (98 m)                                    | Libřický (98 m)                                    |
| Tunnel | 31,245               | Skochovický (204 m)                                | Skochovický (204 m)                                |
| ehemalige Blockstelle |                      | Hl. Jezero                                         | Hl. Jezero                                         |
| Abzweig geradeaus und von links |                      | von Dobříš (vorm. LB Čerčan–Modřan–Dobříš)         | von Dobříš (vorm. LB Čerčan–Modřan–Dobříš)         |
| Blockstelle | 34,814               | odb. Skochovice                                    | odb. Skochovice                                    |
| Strecke |                      | nach Praha-Modřany (vorm. LB Čerčan–Modřan–Dobříš) | nach Praha-Modřany (vorm. LB Čerčan–Modřan–Dobříš) |

Die Bahnstrecke Čerčany–Vrané nad Vltavou ist eine regionale Eisenbahnverbindung in Tschechien, die ursprünglich als Teil der landesgarantierten Lokalbahn Čerčan–Modřan–Dobříš erbaut und betrieben wurde. Sie verläuft von Čerčany über Jílové u Prahy (Eule) und Davle nach Vrané nad Vltavou (Wran), wo sie am Abzweig („Odbočka“) Skochovice in die Bahnstrecke Dobříš–Praha-Modřany einmündet. Umgangssprachlich ist die Strecke heute als Posázavský Pacifik bekannt.
Nach einem Erlass der tschechischen Regierung ist die Strecke seit dem 20. Dezember 1995 als regionale Bahn („regionální dráha“) klassifiziert.

## Geschichte

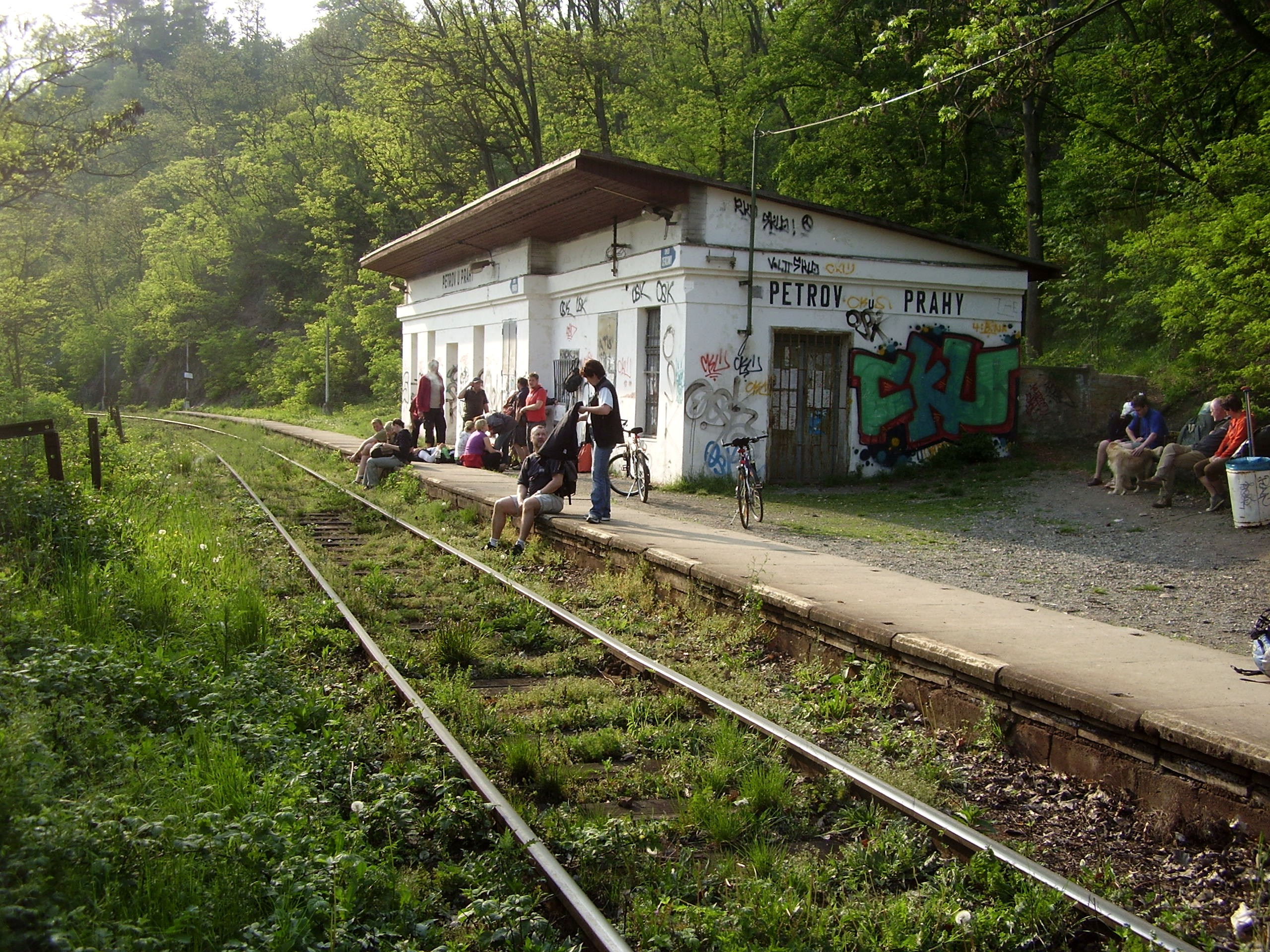
Haltestelle Petrov u Prahy (2009)

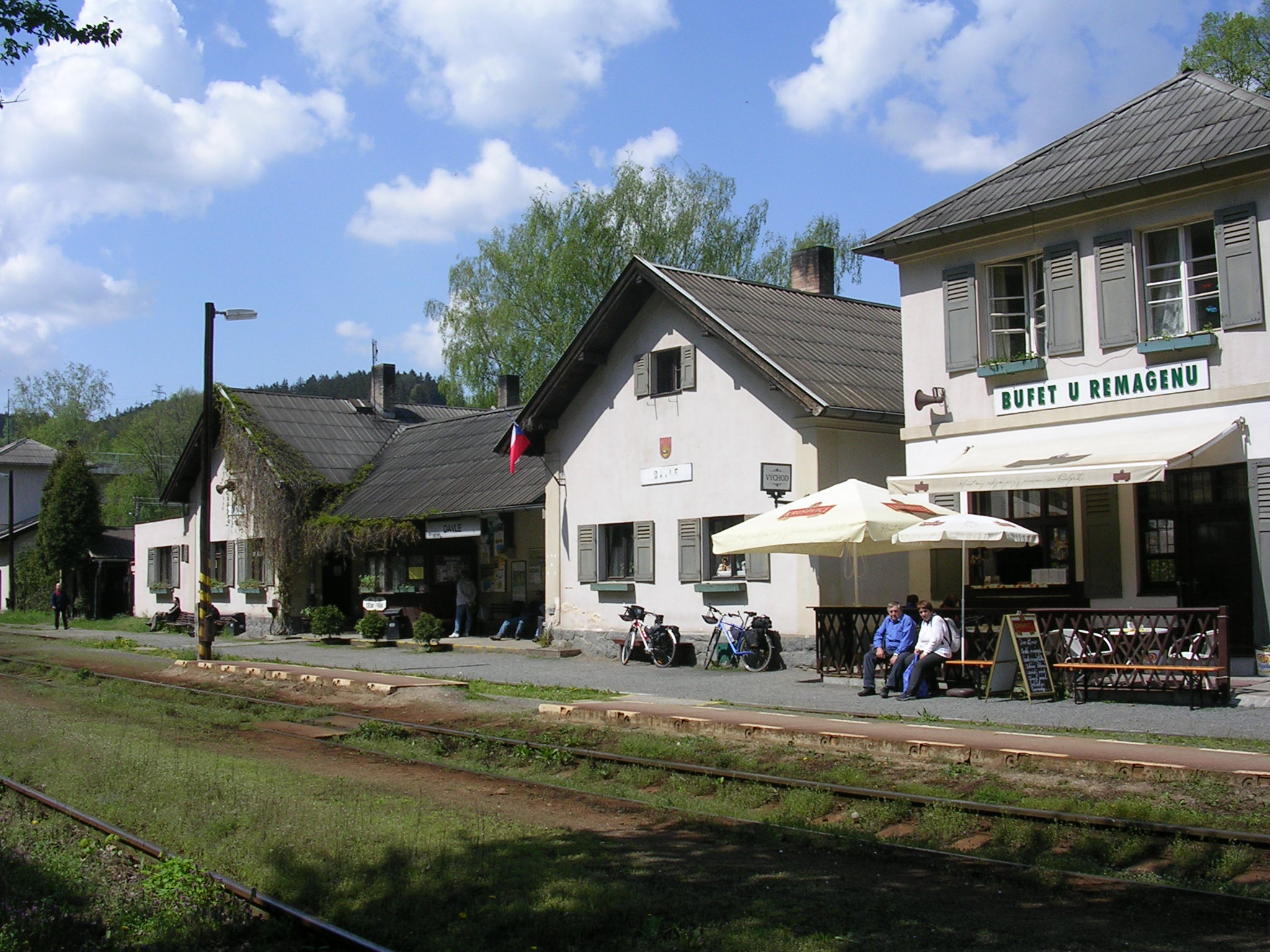
Bahnhof Davle (2009)

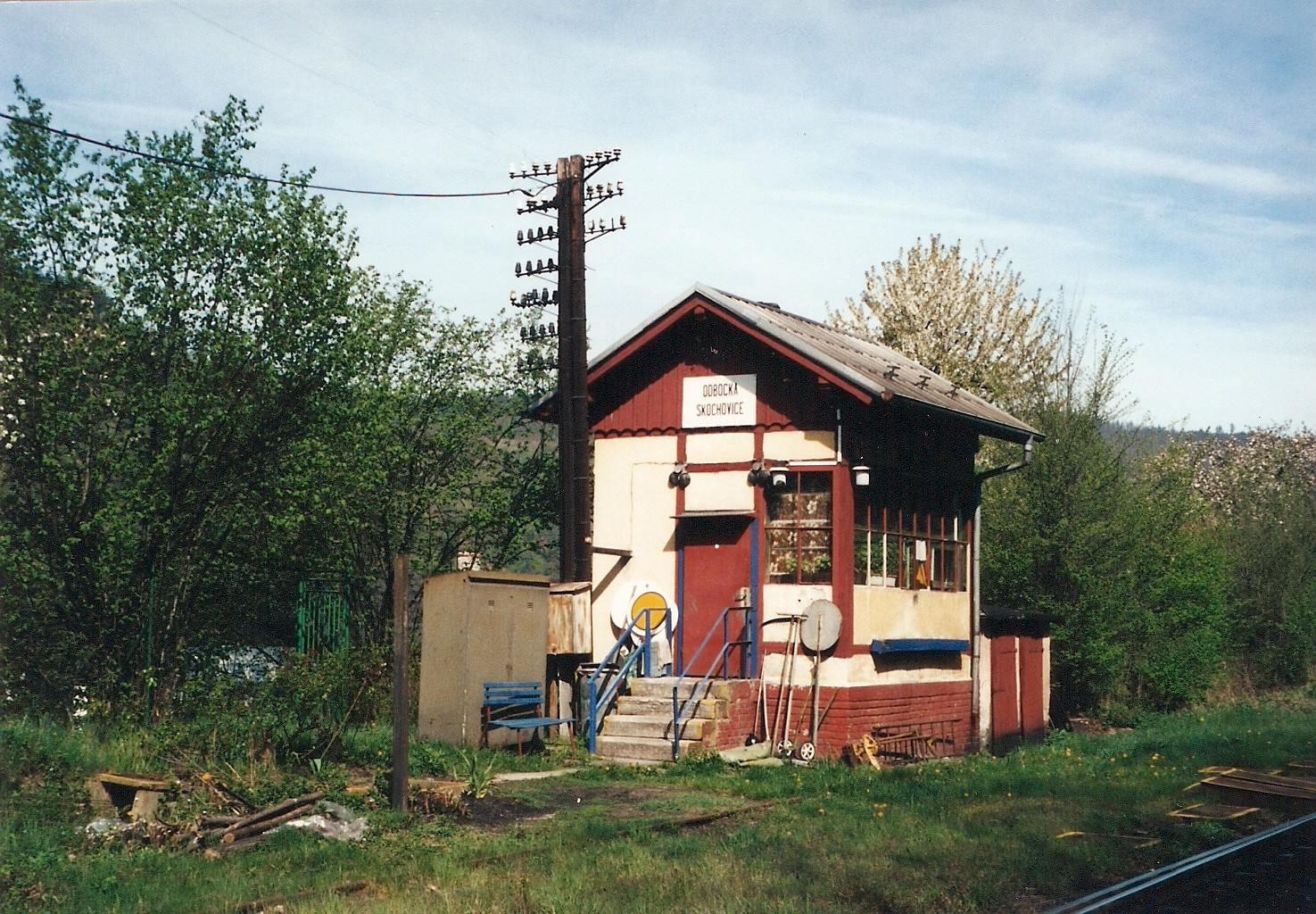
odb. Skochovice (2002)

Die Konzession für die „Localbahn von Modřan nach Čerčan mit einer Abzweigung von Měchenitz nach Dobříš“ wurde am 26. Mai 1897 erteilt. Die Konzessionäre wurden verpflichtet, den Bau der Strecken sofort zu beginnen und binnen zwei und einem halben Jahre fertigzustellen. Die Konzessionsdauer war auf 90 Jahre festgesetzt.
Als erster Abschnitt wurde am 18. Jänner 1897 die Strecke Čerčan–Krhanitz provisorisch für den Güterverkehr eröffnet. Ab 26. Juni 1897 fand dort auch Reiseverkehr statt. Die weitere Strecke bis Eule ging am 22. September 1897 für den Gesamtverkehr in Betrieb. Den Betrieb führten die k.k. Staatsbahnen (kkStB) für Rechnung der Eigentümer aus.
Die Fertigstellung der weiteren Strecke verzögerte sich jedoch. Am 22. September 1897 wurde in einer Kundmachung des Handelsministeriums der Bauvollendungstermin auf den 31. Dezember 1899 abgeändert. Eröffnet wurde der Abschnitt Eule–Wran schließlich am 1. Mai 1900.
Im Jahr 1912 wies der Fahrplan der Lokalbahn drei Zugpaare 2. und 3. Klasse über die Gesamtstrecke aus, weitere bedienten Teilstrecken. Ein Teil der Züge war über Wran von und nach Prag durchgebunden. Einige Züge waren als Motorzug geführt.
Nach dem Zerfall Österreich-Ungarns im Oktober 1918 ging die Betriebsführung an die neu gegründeten Tschechoslowakischen Staatsbahnen (ČSD) über. Zum 1. Januar 1925 wurde die Lokalbahn Čerčan–Modřan–Dobříš verstaatlicht und die Strecke wurde ins Netz der ČSD integriert. Sie wurde fortan von der Staatsbahndirektion (Ředitelství státních drah) in Prag verwaltet.
Die Indienststellung moderner Motorzüge durch die ČSD ermöglichte Mitte der 1930er Jahre eine signifikante Verdichtung des Fahrplanes. Werktäglich fuhren etwa alle zwei Stunden Züge, an Sonntagen des Sommerhalbjahres ungefähr jede Stunde.
Im Zweiten Weltkrieg lag die Strecke zur Gänze im Protektorat Böhmen und Mähren. Betreiber waren jetzt die Protektoratsbahnen Böhmen und Mähren (ČMD-BMB). Kriegsbedingt kam es nun zu einer Reduzierung der Zugfahrten. Am 9. Mai 1945 kam die Strecke wieder vollständig zu den ČSD.
Am 1. Januar 1993 ging die Strecke im Zuge der Auflösung der Tschechoslowakei an die neu gegründeten České dráhy (ČD) über. Seit 2003 gehört sie zum Netz des staatlichen Infrastrukturbetreibers Správa železniční dopravní cesty (SŽDC). 
Im Jahresfahrplan 2019 wird die Strecke in einem angenäherten Stundentakt von den Personenzügen der Linie S8 (Čerčany–Praha hl. n.) bedient. Werktags ist dieser Fahrplan teilweise zu einem Einstundentakt verdichtet.
Im Jahr 2013 sollen auf der Strecke 23 Bahnübergänge modernisiert werden. Die Reisezeit zwischen Čerčany und Prag soll sich nach Abschluss der Arbeiten um etwa 17 Minuten verkürzen. Die Maßnahmen sind Teil eines Investitionsprogrammes über 1,93 Milliarden Kronen, mit dem landesweit über 400 Bahnübergänge erneuert werden sollen.

## Fahrzeugeinsatz
Die kkStB setzten auf der Strecke Lokomotiven der Reihe 97 ein, die von der Lokalbahngesellschaft finanziert wurden. Bei dem 1912 eingesetzten Motorwagen handelte es sich wahrscheinlich um den 1.401, der 1908 für Rechnung der Lokalbahn Swětla–Ledeč–Kácow beschafft worden war.
Heute wird der Reisezugverkehr mit den Triebwagen der ČD-Baureihe 810 und deren modernisierter Version ČD-Baureihe 814 abgewickelt. Zu Zeiten höheren Fahrgastaufkommens werden auch lokomotivbespannte Reisezüge eingesetzt. Sie bestehen meist aus einer Diesellokomotive der ČD-Baureihe 749 und Görlitzer Doppelstockwagen. In der Vergangenheit waren auch Lokomotiven der ČD-Baureihe 714 vor Beiwagen der Reihe 010 zu sehen.

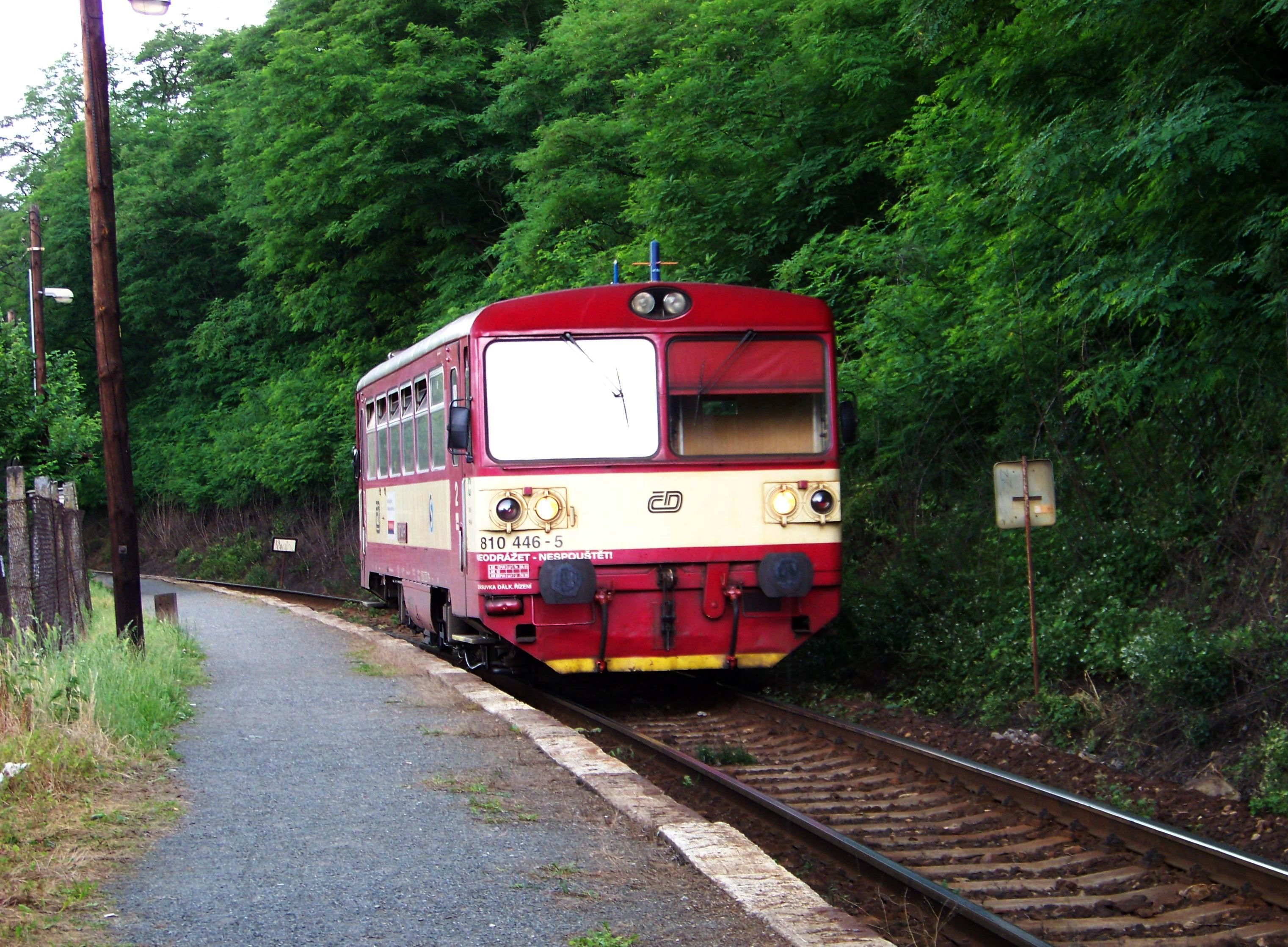
ČD-Baureihe 810
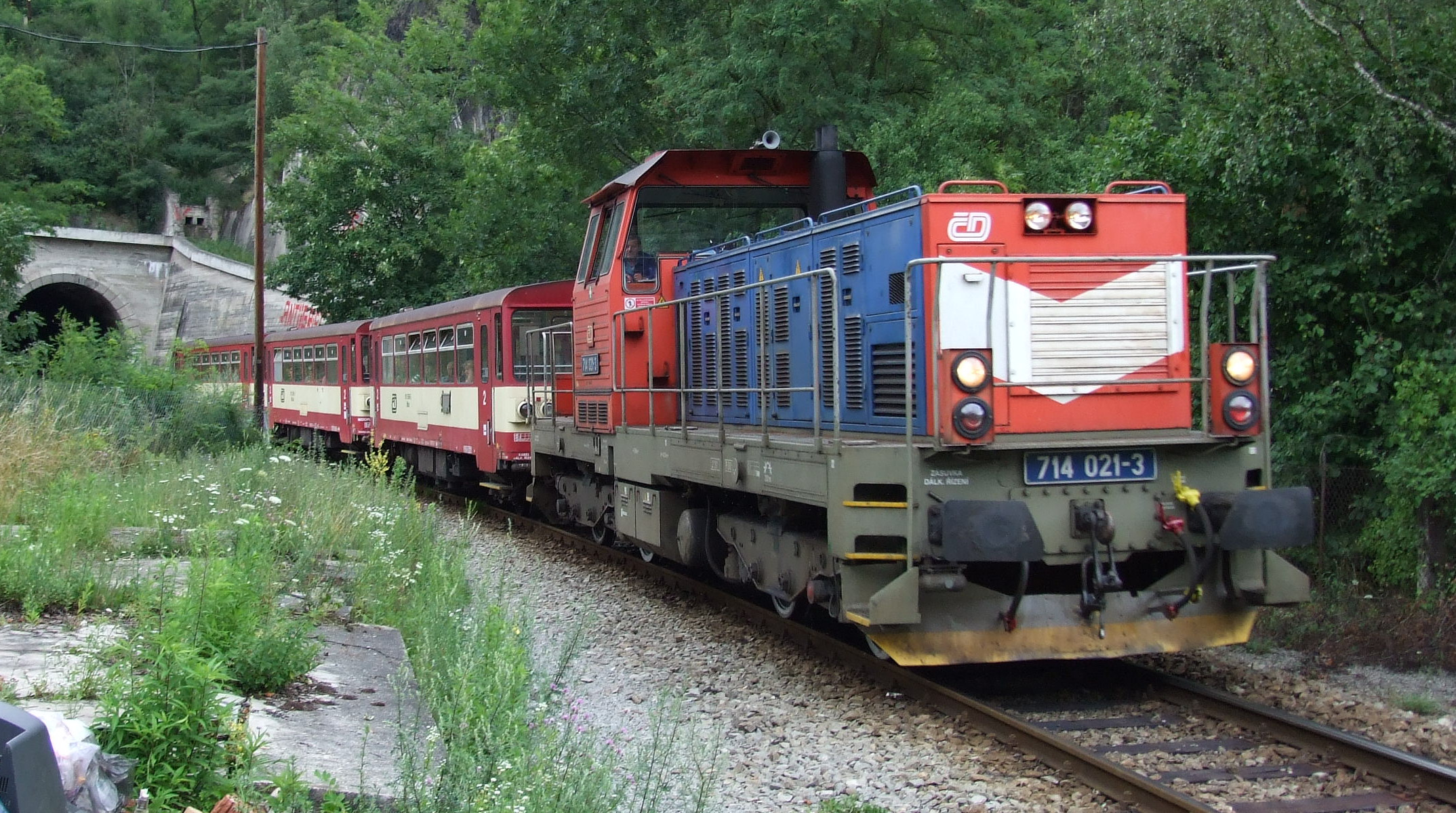
ČD-Baureihe 714
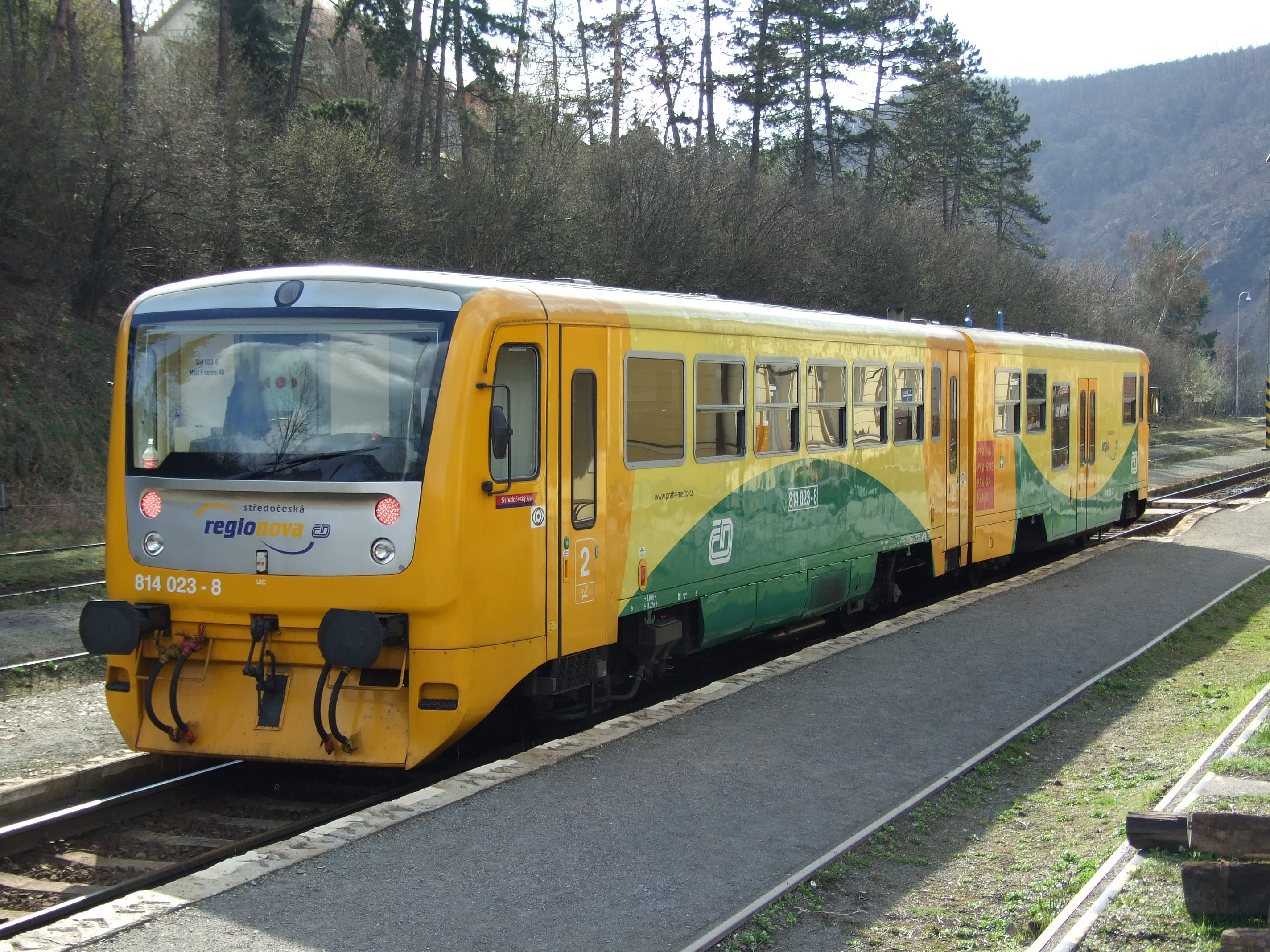
ČD-Baureihe 814
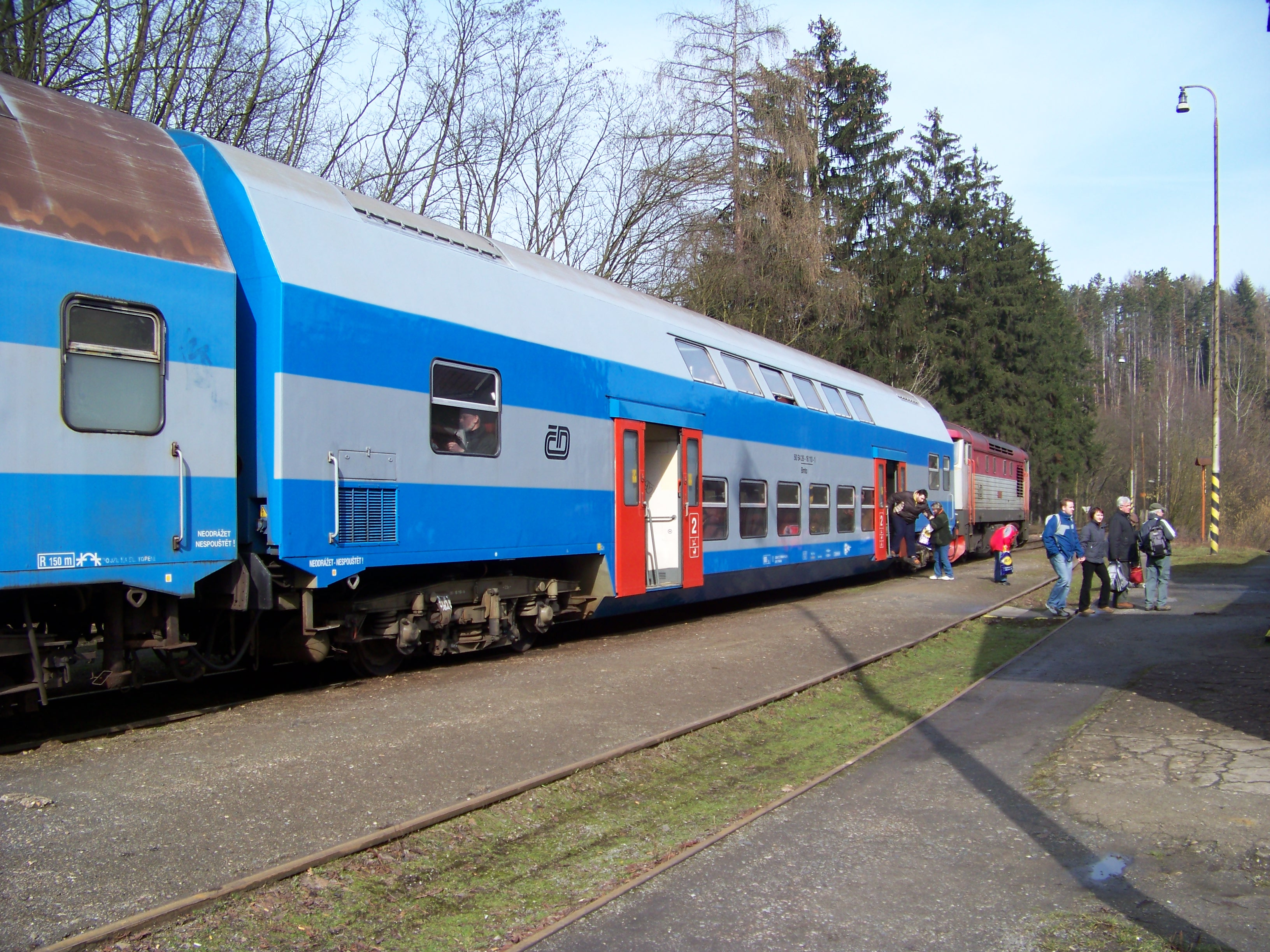
ČD-Baureihe 749 mit Doppelstockwagen